# 37기 국수전
37기 국수전은 한국기원 소속 전문기사들이 참가하여 동아일보가 주최하는 국내 바둑 기전이다. 도전5번기 에서는 도전자 이창호 六단이 국수 조훈현 九단을 3대 0로 꺾고 우승하며 2번째 타이틀을 획득했다.

### 참가자격
- 한국기원 소속 전문기사

### 대국방법
- 제한시간 : 예선 및 본선 3시간 ,도전자결정전 4시간, 도전 5번기 5시간
- 덤 : 5집반(0.5집승)

### 도전 5번기
| 결승전 |                     |   |  |  |  |  |
|        |                     |   |  |  |  |  |
|        |                     |   |  |  |  |  |
|        | 이창호 六단(도전자) | 3 |  |  |  |  |
|        | 조훈현 九단         | 0 |  |  |  |  |

## 대국 결과
| 대진               | 연도   | 대국일자 | 승자        | 패자        | 결과              | 기보 |
| ------------------ | ------ | -------- | ----------- | ----------- | ----------------- | ---- |
| 도전자결정전 제1국 | 1993년 | 6월 21일 | 이창호 六단 | 양재호 八단 | 164수 백 불계승   |      |
| 도전자결정전 제2국 | 1993년 | 7월 5일  | 이창호 六단 | 양재호 八단 | 117수 흑 불계승   |      |
| 도전자결정전 제3국 | 1993년 | 7월 일   |             |             |                   |      |
| 도전 1국           | 1993년 | 8월 14일 | 이창호 六단 | 조훈현 九단 | 259수 흑 12집반승 |      |
| 도전 2국           | 1993년 | 8월 26일 | 이창호 六단 | 조훈현 九단 | 256수 백 7집반승  |      |
| 도전 3국           | 1993년 | 9월 3일  | 이창호 六단 | 조훈현 九단 | 194수 흑 4집반승  |      |
| 도전 4국           | 1993년 | 월 일    |             |             |                   |      |
| 도전 5국           | 1993년 | 월 일    |             |             |                   |      |

## 특이 사항
이창호 六단 타이틀 탈환으로 우승, 2번째 우승을 차지, 5년 연속 조훈현 - 이창호 사제대결의 도전기 대결  